# كيرن بارتون
كيرن بارتون (بالإنجليزية: Kieran Barton)‏ (28 مارس 1971 بكارلايل في المملكة المتحدة - ) هو لاعب كرة قدم أمريكي في مركز الدفاع. لعب مع Seattle Sounders (1994–2008) ‏ وSpokane Shadow ‏.